# Michelle Kwan
Michelle Wingshan Kwan (chiń. upr. 关颖珊; chiń. trad. 關穎珊; pinyin Guān Yǐngshān; ur. 7 lipca 1980 w Torrance) – amerykańska łyżwiarka figurowa pochodzenia chińskiego, startująca w konkurencji solistek. Wicemistrzyni olimpijska z Nagano (1998), brązowa medalistka olimpijska z Salt Lake City (2002), 5-krotna mistrzyni świata (1996, 1998, 2000, 2001, 2003), zwyciężczyni finału Grand Prix (1995), mistrzyni świata juniorów (1994) oraz 9-krotna mistrzyni Stanów Zjednoczonych (1996, 1998–2005).
Wspólnie z Maribel Vinson są rekordzistkami w ilości zdobytych tytułów mistrzyń Stanów Zjednoczonych w konkurencji solistek (9).
Michelle Kwan pomimo niezdobycia złotego medalu olimpijskiego do którego dwukrotnie była faworytką, jest jedną z najpopularniejszych postaci wśród amerykańskich sportowców i jedną z najbardziej utytułowanych amerykańskich łyżwiarek figurowych. W amerykańskich mediach uznawana jest za bardziej popularną od mistrzyń olimpijskich z tego kraju przez co była zaangażowana w wiele pozasportowych działań m.in. napisała kilka książek, została bohaterką gry komputerowej Michelle Kwan Figure Skating, reklamowała i współpracowała z wieloma markami (The Walt Disney Company, VISA, Coca-Cola itd.).
Po wycofaniu się z igrzysk olimpijskich 2006 w Turynie nie wróciła do występu w zawodach. Skupiła się na swoim wykształceniu i zaangażowała się w sprawy polityczne zostając dyplomatą.

## Życiorys
Michelle Kwan jest trzecim dzieckiem Danny'ego i Estelli Kwan, chińskich emigrantów z Hongkongu. Michelle zainteresowała się łyżwiarstwem w wieku pięciu lat kiedy – jej brat, Ron, był hokeistą, siostra, Karen, uprawiała łyżwiarstwo figurowe. Zaczęła trenować razem z siostrą 3-4 godziny dziennie. Wstawały o 3 rano, aby trenować przed szkołą, a następnie wracały na lodowisko po szkole. Treningi doprowadziły do trudności finansowych rodzinę. Kiedy Michelle miała 10 lat, rodziców nie było stać na opłacanie trenera. W tym czasie rodzina otrzymała pomoc finansową od jednego z członków klubu Los Angeles Figure Skating Club, co pozwoliło Michelle kontynuować treningi w Ice Castle International Training Center w Lake Arrowhead, Kalifornia.
Michelle uczęszczała do szkoły podstawowej Soleado Elementary School w Palos Verdes, w Kalifornii, lecz w wieku 13 lat opuściła szkołę i realizowała program szkolny ucząc się w domu. W 1998 roku ukończyła Rim of the World High School.
Do roku 2002 trenowana u Franka Carrolla, później pracowała z Rafaelem Arutyunyanem.

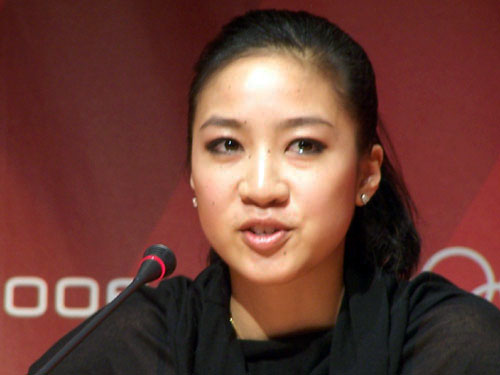
Kwan na konferencji prasowej podczas ogłaszania decyzji o wycofaniu się z ZIO 2006 w Turynie

W 2005 roku Kwan doznała kontuzji biodra, która uniemożliwiła jej starty w trzech zaplanowanych na jesieni zawodach. Następnie 4 stycznia 2006 wycofała się z mistrzostw Stanów Zjednoczonych z powodu kontuzji brzucha odniesionej w grudniu 2005. Tydzień później złożyła do Amerykańskiego Związku Łyżwiarstwa Figurowego (USFSA) petycję o zwolnienie lekarskie umożliwiające jej zdobycie miejsca w amerykańskiej drużynie olimpijskiej w łyżwiarstwie figurowym na igrzyska olimpijskie 2006 w Turynie. Międzynarodowy komitet USFSA zebrał się i w głosowaniu 20 do 3 głosował za petycją Kwan pod warunkiem, że pokaże swoją fizyczną i konkurencyjną gotowość do startu przed pięcioosobowym panelem 27 stycznia. Kwan wykonała tego dnia dwa programy, a panel uznał, że jest zdolna do rywalizacji. Jednak 12 lutego 2006 r. Komitet Olimpijski Stanów Zjednoczonych ogłosił, że Kwan jest zmuszona do wycofania się z igrzysk po doznaniu nowej kontuzji pachwiny w trakcie swojego pierwszego treningu olimpijskiego w Turynie. Na konferencji prasowej Kwan ogłosiła, że szanuje igrzyska zbyt mocno, aby rywalizować w tym stanie, dlatego w drużynie olimpijskiej zastąpiła ją Emily Hughes. Po wycofaniu się z drużyny olimpijskiej, Kwan odrzuciła ofertę pozostania na igrzyskach jako komentator łyżwiarstwa figurowego dla NBC Sports.
W sierpniu 2006 przebyła artroskopię prawego biodra, którego kontuzja odnawiała się od 2002 roku i nie wróciła już do występu w zawodach. Skupiła się na swoim wykształceniu i w czerwcu 2006 zdobyła tytuł licencjata (ang. bachelor’s degree) w dziedzinie studiów międzynarodowych i nauk politycznych na University of Denver (DU) po uwzględnieniu roku studiów na UCLA. Krótko po zakończeniu studiów na DU otrzymała międzynarodowy staż. Ówczesna Sekretarz Stanu, Condoleezza Rice mianowała Kwan pierwszym amerykańskim wysłannikiem dyplomacji publicznej, który pomaga promować zrozumienie Ameryki, dzieląc się swoją historią w międzykulturowym dialogu z międzynarodową młodzieżą. Jej pierwsza podróż dyplomatyczna do Chin miała miejsce od 17 do 25 stycznia 2007.

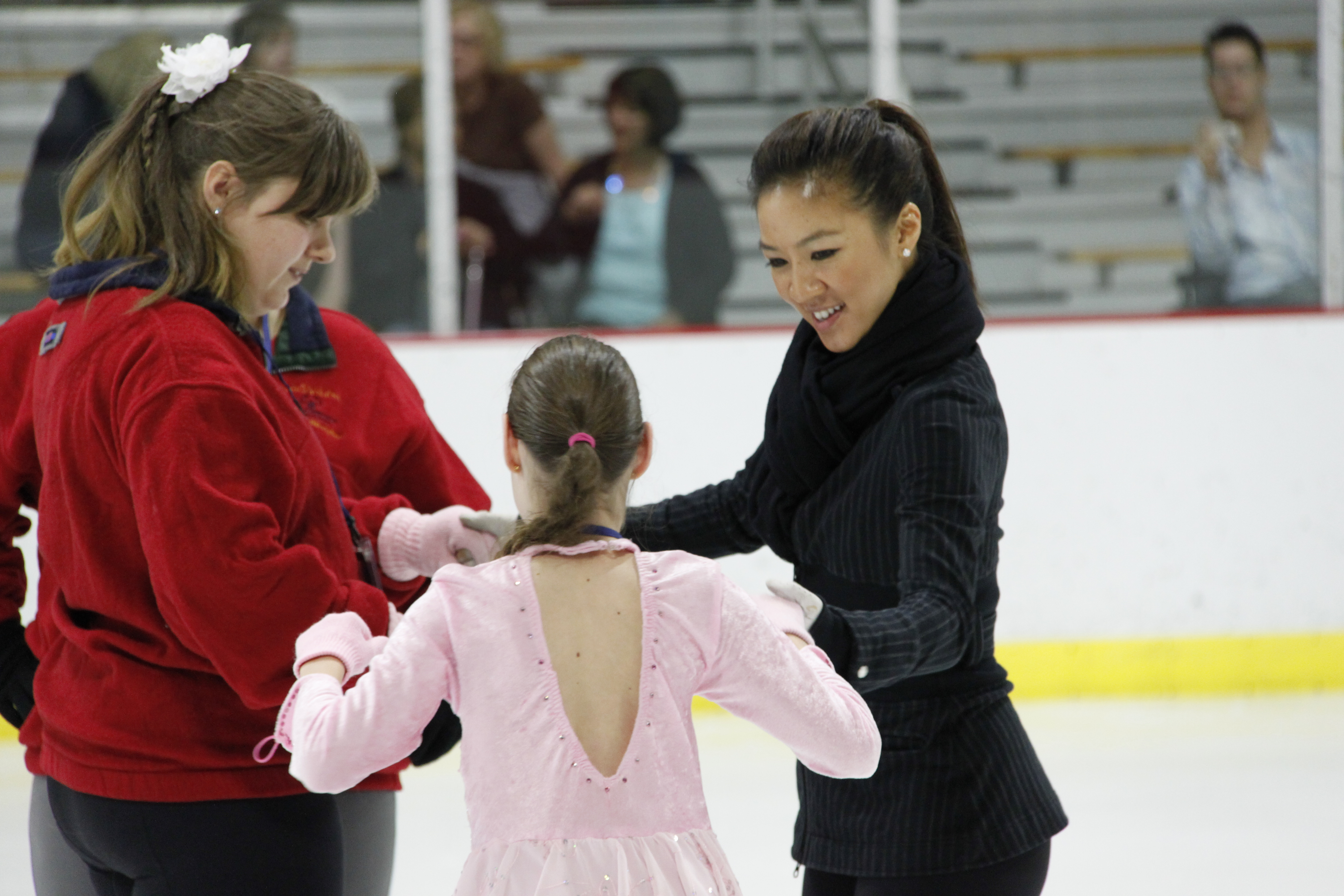
Kwan na Olimpiadzie Specjalnej Massachusetts (25 września 2010)

W 2010 roku Barack Obama powołał ją do Rady Prezydenta ds. Fitnessu, Sportu i Żywienia, gdzie doradzała prezydentowi w zakresie sposobów angażowania, wzmacniania i edukowania wszystkich Amerykanów do prowadzenia aktywnego, zdrowego stylu życia. W tym samym roku Kwan została wybrana do Rady Dyrektorów Międzynarodowych Olimpiad Specjalnych na stanowisko międzynarodowego ambasadora.
22 maja 2011 zdobyła tytuł magistra na Tufts University's Fletcher School of Diplomacy.

## Inne działania
Michelle Kwan napisała książkę dla młodzieży z kategorii książek motywacyjnych, zatytułowaną The Winning Attitude: What it Takes to be a Champion. W wieku 17 lat napisała również autobiografię Heart of a Champion.
Kwan podpisała wiele kontraktów reklamowych i występowała w reklamach telewizyjnych takich marek jak m.in. ABC, Buena Vista, Campbell Soup Company, Coca-Cola, ESPN, Hallmark Channel, Kraft Foods, McDonald’s, Starbucks, VISA i inne. Od 2000 roku Kwan miała wieloletni kontrakt sponsorski z Chevroletem, który oszacowano na ponad 1 milion dolarów. We współpracy z Kwan, Chevrolet Motor Division General Motors ustanowił program stypendialny Chevrolet / Michelle Kwan R.E.W.A.R.D.S.. W 2002 roku Kwan została reprezentantką i rzecznikiem The Walt Disney Company, a umowa współpracy została przedłużona w 2006 roku.

## Życie prywatne
19 stycznia 2013 roku podczas ceremonii w Providence poślubiła Claya Pella, amerykańskiego prawnika, oficera wojskowego i dyrektora ds. planowania strategicznego w sztabie Bezpieczeństwa Narodowego w Białym Domu. Vera Wang zaprojektowała jej suknię ślubną. W marcu 2017 Pell złożył w Kalifornii papiery rozwodowe, zaś Kwan wniosła o rozwód dzień później w Rhode Island.
5 stycznia 2022 Kwan ogłosiła narodziny córki.

## Osiągnięcia
| Zawody                                | 91–92          | 92–93          | 93–94          | 94–95          | 95–96          | 96–97          | 97–98          | 98–99          | 99–00          | 00–01          | 01–02          | 02–03          | 03–04          | 04–05          | 05–06          |                |                |
| Międzynarodowe                        | Międzynarodowe | Międzynarodowe | Międzynarodowe | Międzynarodowe | Międzynarodowe | Międzynarodowe | Międzynarodowe | Międzynarodowe | Międzynarodowe | Międzynarodowe | Międzynarodowe | Międzynarodowe | Międzynarodowe | Międzynarodowe | Międzynarodowe | Międzynarodowe | Międzynarodowe |
| ------------------------------------- | -------------- | -------------- | -------------- | -------------- | -------------- | -------------- | -------------- | -------------- | -------------- | -------------- | -------------- | -------------- | -------------- | -------------- | -------------- | -------------- | -------------- |
| Igrzyska olimpijskie                  |                |                |                |                |                |                | 2              |                |                |                | 3              |                |                |                | WD             |                |                |
| Mistrzostwa świata                    |                |                | 8              | 4              | 1              | 2              | 1              | 2              | 1              | 1              | 2              | 1              | 3              | 4              |                |                |                |
| GP Finał Grand Prix                   |                |                |                |                | 1              | 2              |                |                | 2              | 2              | 2              |                |                |                |                |                |                |
| GP Nations Cup                        |                |                |                |                | 1              |                |                |                |                |                |                |                |                |                |                |                |                |
| GP Skate America                      |                |                |                |                | 1              | 1              | 1              |                | 1              | 1              | 1              | 1              |                |                |                |                |                |
| GP Skate Canada International         |                |                |                |                | 1              |                | 1              |                | 1              | 2              | 3              |                |                |                |                |                |                |
| GP Trophée Lalique                    |                |                |                |                |                | 1              |                |                |                |                |                |                |                |                |                |                |                |
| Skate America                         |                |                | 7              | 2              |                |                |                |                |                |                |                |                |                |                |                |                |                |
| Trophée de France                     |                |                |                | 3              |                |                |                |                |                |                |                |                |                |                |                |                |                |
| Igrzyska dobrej woli                  |                |                | 2              |                |                |                | 1              |                |                |                | 2              |                |                |                |                |                |                |
| Międzynarodowe: Kategorie młodzieżowe |                |                |                |                |                |                |                |                |                |                |                |                |                |                |                |                |                |
| Mistrzostwa świata juniorów           |                |                | 1              |                |                |                |                |                |                |                |                |                |                |                |                |                |                |
| Gardena Spring Trophy                 |                | 1 J            |                |                |                |                |                |                |                |                |                |                |                |                |                |                |                |
| Krajowe                               |                |                |                |                |                |                |                |                |                |                |                |                |                |                |                |                |                |
| Mistrzostwa Stanów Zjednoczonych      | 9 J            | 6              | 2              | 2              | 1              | 2              | 1              | 1              | 1              | 1              | 1              | 1              | 1              | 1              |                |                |                |

## Nagrody i odznaczenia
- Światowa Galeria Sławy Łyżwiarstwa Figurowego – 2012[29]
- Amerykańska Galeria Sławy Łyżwiarstwa Figurowego – 2012[30]
- U.S. Olympic Committee (USOC) SportsWoman of the Year – 2003[19]
- James E. Sullivan Award – 2001[19]